# Trypanosyllis ankyloseta
Trypanosyllis ankyloseta is een borstelworm uit de familie Syllidae. Het lichaam van de worm bestaat uit een kop, een cilindrisch, gesegmenteerd lichaam en een staartstukje. De kop bestaat uit een prostomium (gedeelte voor de mondopening) en een peristomium (gedeelte rond de mond) en draagt gepaarde aanhangsels (palpen, antennen en cirri).
Trypanosyllis ankyloseta werd in 1960 voor het eerst wetenschappelijk beschreven door Day.